# کوپرل (تگزاس)
کوپرل (به انگلیسی: Kopperl) یک منطقهٔ مسکونی در ایالات متحده آمریکا است که در شهرستان باسک، تگزاس واقع شده‌است. کوپرل ۲۲۵ نفر جمعیت دارد و ۱۷۵٫۸۷ متر بالاتر از سطح دریا واقع شده‌است.